# Nature Reviews Urology
Nature Reviews Urology, abgekürzt Nat. Rev. Urol., ist eine Fachzeitschrift, die von der Nature Publishing Group herausgegeben wird. Die Erstausgabe erschien im November 2004. Bis zum März 2009 hieß die Zeitschrift Nature Clinical Practice Urology. Derzeit werden zwölf Ausgaben im Jahr publiziert. Die Zeitschrift veröffentlicht Übersichtsartikel aus allen Bereichen der Urologie.
Der Impact Factor des Journals lag im Jahr 2014 bei 4,84. Nach der Statistik des ISI Web of Knowledge wird das Journal mit diesem Impact Factor in der Kategorie Urologie und Nephrologie an siebenter Stelle von 76 Zeitschriften geführt.
Chefherausgeberin ist Annette Fenner, die beim Verlag angestellt ist.